# موريس كراوتش
موريس كراوتش (9 أغسطس 1917 في المملكة المتحدة - 19 مارس 2001 في المغرب)  (بالإنجليزية: Maurice Crouch)‏ هو لاعب كريكت بريطاني وبريطاني (وحمل سابقاً جنسية المملكة المتحدة لبريطانيا العظمى وأيرلندا). لعب مع Cambridgeshire County Cricket Club ‏ ونادي مارليبون للكريكت ‏ والمقاطعات الوطنية للكريكيت الإنجليزي والويلزي ‏.